# Obdulio Diano
Obdulio Diano (27 października 1919 w Bernal - 18 lutego 2007 w Mar del Plata) – piłkarz argentyński noszący przydomek Roto, bramkarz. Wzrost 177 cm.
Urodzony w Bernal (prowincja Buenos Aires) Diano karierę piłkarską rozpoczął w 1939 roku w klubie Argentino de CA Argentino de Quilmes, jednak już w 1940 roku bronił bramki chilijskiego klubu Santiago Nacional, a w latach 1941-1943 grał w barwach CSD Colo-Colo. Razem z CSD Colo-Colo w 1941 roku zdobył tytuł mistrza Chile, a w 1943 roku wicemistrzostwo Chile. W lidze chilijskiej rozegrał 42 mecze, po czym w 1944 roku został bramkarzem klubu Boca Juniors, gdzie zadebiutował 13 sierpnia w wygranym 6:2 meczu z Chacarita Juniors. Jeszcze w tym samym roku Diano razem z nowym klubem zdobył tytuł mistrza Argentyny. Następnie trzy razy z rzędu został wicemistrzem Argentyny - w 1945, 1946 i 1947 roku.
Jako piłkarz klubu Boca Juniors wziął udział w turnieju Copa América 1947, gdzie Argentyna trzeci raz z rzędu zdobyła tytuł mistrza Ameryki Południowej. Ponieważ podstawowym bramkarzem reprezentacji był Julio Cozzi, Diano zagrał tylko w jednym meczu - z Ekwadorem. Był to jedyny w jego karierze występ w reprezentacji kraju.
Do 1950 roku Diano konkurował w klubie Boca Juniors z Claudio Vaccą. W 1950 roku po raz czwarty w swej karierze został wicemistrzem Argentyny. Ostatni raz zagrał w barwach Boca Juniors 26 października 1952 roku w przegranym 1:3 pojedynku przeciwko CA Banfield. Łącznie w Boca Juniors rozegrał 114 meczów (10 182 minuty), w których stracił 157 bramek. W samej lidze zagrał w 109 meczach. W lidze argentyńskiej rozegrał łącznie 111 meczów - 2 razy wystąpił na początku kariery w klubie Argentino de Quilmes.
Karierę piłkarską Diano zakończył w urugwajskim klubie Liverpool Montevideo. Zmarł 18 lutego 2007 roku w Mar del Plata.